# Amplepuis
Amplepuis est une commune française située dans le département du Rhône, en région Auvergne-Rhône-Alpes.

## Géographie

### Situation
À 60 km de Lyon, 47 km de Villefranche-sur-Saône et 30 km de Roanne, Amplepuis s'accroche sur le versant océanique des monts du Beaujolais, au Nord-Ouest du département du Rhône. Ses 3 844 hectares s'étagent de 410 à 810 m d'altitude.
Ses rivières, dont la plus connue le Rhins, se jette dans la Loire à Roanne pour descendre vers l'océan Atlantique, son climat est souvent inversé par rapport au reste du département.

### Voies de communication et transports
La présence d'une gare SNCF, dont la fréquentation actuelle est estimée à 550 voyageurs par jour, permet d'avoir des liaisons rapides et régulières avec Lyon, Tarare, L'Arbresle et Roanne.

### Climat
Pour des articles plus généraux, voir Climat d'Auvergne-Rhône-Alpes et Climat du Rhône.
En 2010, le climat de la commune est de type climat des marges montargnardes, selon une étude du Centre national de la recherche scientifique s'appuyant sur une série de données couvrant la période 1971-2000. En 2020, Météo-France publie une typologie des climats de la France métropolitaine dans laquelle la commune est exposée à un climat de montagne ou de marges de montagne et est dans la région climatique Nord-est du Massif Central, caractérisée par une pluviométrie annuelle de 800 à 1 200 mm, bien répartie dans l’année.
Pour la période 1971-2000, la température annuelle moyenne est de 10,3 °C, avec une amplitude thermique annuelle de 16,3 °C. Le cumul annuel moyen de précipitations est de 872 mm, avec 10,9 jours de précipitations en janvier et 7,3 jours en juillet. Pour la période 1991-2020, la température moyenne annuelle observée sur la station météorologique de Météo-France la plus proche, « Fourneaux », sur la commune de Fourneaux à 6 km à vol d'oiseau, est de 11,7 °C et le cumul annuel moyen de précipitations est de 900,1 mm,. Pour l'avenir, les paramètres climatiques de la commune estimés pour 2050 selon différents scénarios d'émission de gaz à effet de serre sont consultables sur un site dédié publié par Météo-France en novembre 2022.

## Urbanisme

### Typologie
Au 1er janvier 2024, Amplepuis est catégorisée bourg rural, selon la nouvelle grille communale de densité à sept niveaux définie par l'Insee en 2022.
Elle appartient à l'unité urbaine d'Amplepuis, une unité urbaine monocommunale constituant une ville isolée,. Par ailleurs la commune fait partie de l'aire d'attraction d'Amplepuis, dont elle est la commune-centre,. Cette aire, qui regroupe 3 communes, est catégorisée dans les aires de moins de 50 000 habitants,.

### Occupation des sols
L'occupation des sols de la commune, telle qu'elle ressort de la base de données européenne d’occupation biophysique des sols Corine Land Cover (CLC), est marquée par l'importance des territoires agricoles (67,4 % en 2018), une proportion sensiblement équivalente à celle de 1990 (68,1 %). La répartition détaillée en 2018 est la suivante : 
prairies (44,7 %), forêts (24,7 %), zones agricoles hétérogènes (20,6 %), zones urbanisées (6,3 %), terres arables (2,2 %), espaces verts artificialisés, non agricoles (0,9 %), milieux à végétation arbustive et/ou herbacée (0,7 %). L'évolution de l’occupation des sols de la commune et de ses infrastructures peut être observée sur les différentes représentations cartographiques du territoire : la carte de Cassini (XVIIIe siècle), la carte d'état-major (1820-1866) et les cartes ou photos aériennes de l'IGN pour la période actuelle (1950 à aujourd'hui).

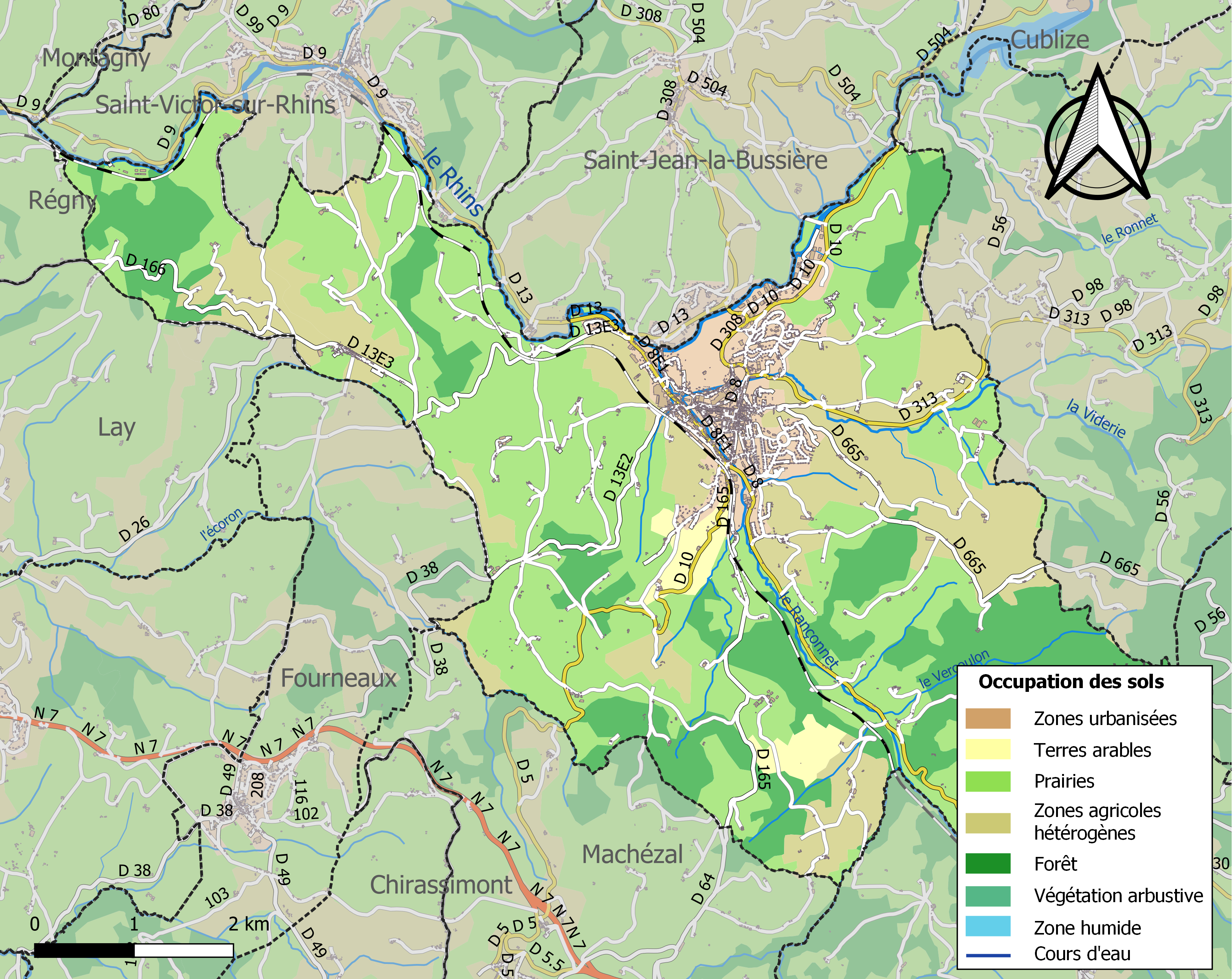
Carte des infrastructures et de l'occupation des sols de la commune en 2018 (CLC).

## Toponymie
Puis du latin puteus, « trou, fosse », « gouffre, fosse très profonde », « puits d’eau vive » ou même « puits de mine ». Son sens s’est ensuite étendu au « trou creusé pour atteindre une nappe d’eau souterraine ».

### Héraldique
| Blason de Amplepuis | Blason  | D'or au lion de sable, armé et lampassé de gueules, brisé d'un lambel de cinq pendants de même ; à la bordure engrêlée d'azur.                         |
| Blason de Amplepuis | Détails | Les brisures sont généralement exemptées de la règle de contrariété des couleurs. En dépit des apparences, certaines armoiries ne sont pas fautives. . |

## Histoire

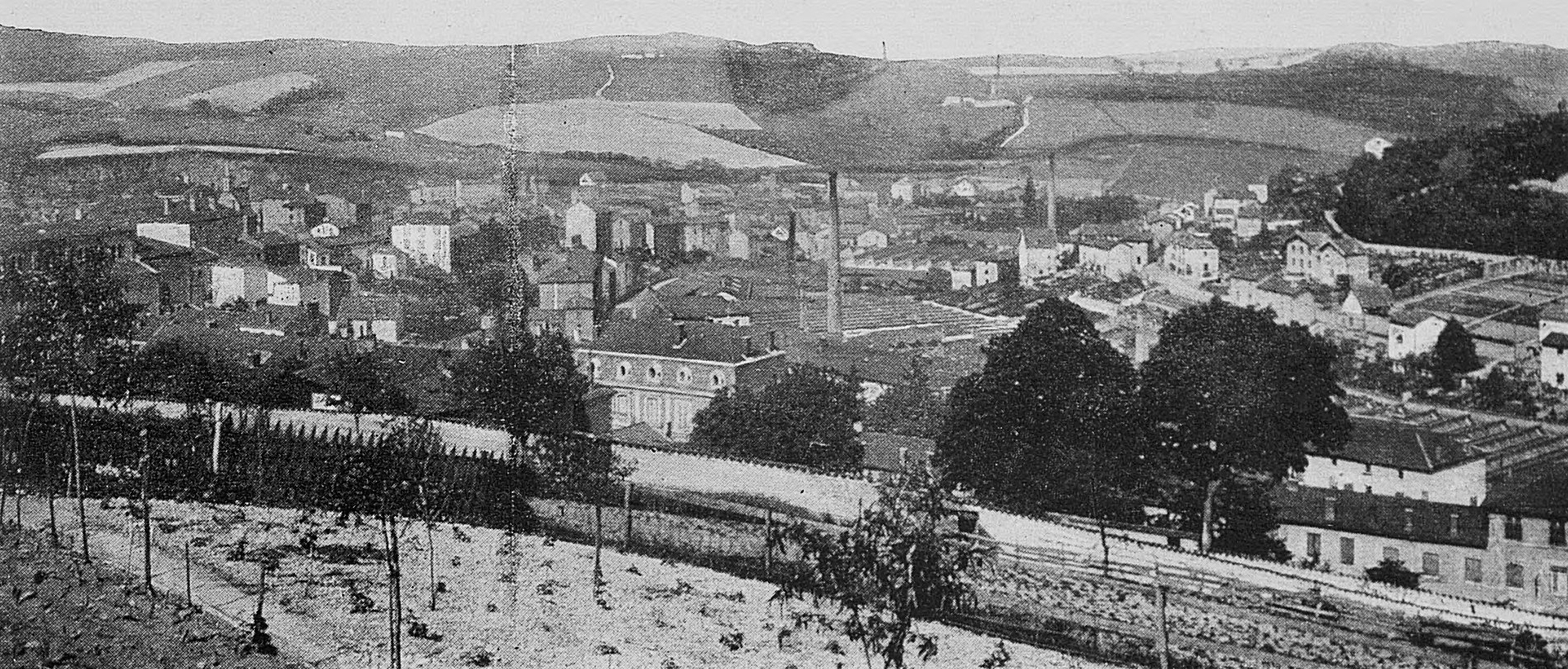
Vue générale au début du XXe siècle.

La première mention du village remonte au XIe siècle, quand l'église est donnée à l'abbaye de Savigny. Elle est incendiée par les Tard-Venus en 1364. Au XIVe siècle, Amplepuis est le siège d'une châtellenie appartenant aux seigneurs de Beaujeu. Pendant les guerres de religion, Amplepuis subit des dommages.
Son histoire est surtout liée à celle de l'industrie textile qui, déjà aux XVIe et XVIIe siècles, avait fait de la région une des premières contrées de France pour le tissage du chanvre puis du coton, avec un important marché aux tissus.
La ville est la patrie de Barthélemy Thimonnier (1793-1857), inventeur de la machine à coudre, qui y mourut.

## Politique et administration

### Administration territoriale
La commune est chef-lieu de canton, avant d'être rattachée au canton de Thizy-les-Bourgs en 2015.

### Liste des maires
| Période                                  | Période                       | Identité             | Étiquette | Qualité |
| ---------------------------------------- | ----------------------------- | -------------------- | --------- | --- |
| 1790                                     | 1792                          | François Cortay      |           | |
| 1792                                     | 1792                          | Jean-Marie Goutard   |           | |
| 1792                                     | 1798                          | Claude-Marie Sargnon |           | |
| 1798                                     | 1800                          | Claude Mournant      |           | |
| 1800                                     | 1813                          | Jean-Louis Pezant    |           | |
| 1813                                     | 1830                          | Jean de Pomey        |           | |
| 1830                                     | 1847                          | Jean-Marie Sargnon   |           | |
| 1847                                     | 1852                          | Jean de Pomey        |           | |
| 1852                                     | 1852                          | Claude-Marie Raffin  |           | |
| 1852                                     | 1862                          | Hippolyte de Pomey   |           | |
| 1862                                     | 1865                          | Claude Laurent       |           | |
| 1865                                     | 1870                          | Auguste Villy        |           | |
| 1870                                     | 1871                          | Jean Volle           |           | |
| 1871                                     | 1878                          | Auguste Villy        |           | |
| 1878                                     | 1881                          | Claude Jal           |           | |
| 1881                                     | 1887                          | Auguste Froget       |           | |
| 1887                                     | 1890                          | Jean-Marie Darcy     |           | |
| 1890                                     | 1905                          | Jean Villy           |           | |
| 1905                                     | 1908                          | Henri Flessel        |           | |
| 1908                                     | 1936                          | Claude-Marie Bourbon | URD       | Conseiller général du canton d'Amplepuis (1911 → 1937)                                                                                             |
| 1936                                     | 1944                          | Léopold Raffin       |           | |
| 1944                                     | 1947                          | Etienne Ramadier     |           | |
| 1947                                     | 1956                          | Joseph Vignon        |           | |
| 1956                                     | 1959                          | Etienne Ramadier     |           | |
| 1959                                     | 1971                          | Henri Vignon         |           | |
| 1971                                     | 1975                          | Robert Biolay        |           | Décédé en fonction |
| 1975                                     | mars 1989                     | Alain Auplat         | UDF-Rad.  | Suppléant du député Alain Mayoud (1988-1993) |
| mars 1989                                | mars 2001                     | Maurice Depaix       | PS        | Conseiller de tribunal administratif Député de la 8e circonscription du Rhône (1995 → 1997) Conseiller général du canton d'Amplepuis (1988 → 2001) |
| mars 2001                                | mars 2008                     | Alain Auplat         | DVD       | Maire honoraire |
| mars 2008                                | mars 2014                     | Didier Fournel       | MoDem     | Pharmacien |
| mars 2014                                | En cours (au 19 janvier 2021) | René Pontet          | DVD       | Retraité agricole Vice-président de la CA de l'Ouest Rhodanien Réélu pour le mandat 2020-2026                                                      |
| Les données manquantes sont à compléter. |                               |                      |           | |

### Intercommunalité
La commune fait partie de la communauté d'agglomération de l'Ouest Rhodanien.

## Population et société

### Démographie
La population d’Amplepuis rajeunit pour un indice de vieillissement de 1 personne de 65 ou plus pour 93,2 habitants de moins de 20 ans.

L'évolution du nombre d'habitants est connue à travers les recensements de la population effectués dans la commune depuis 1793. Pour les communes de moins de 10 000 habitants, une enquête de recensement portant sur toute la population est réalisée tous les cinq ans, les populations de référence des années intermédiaires étant quant à elles estimées par interpolation ou extrapolation. Pour la commune, le premier recensement exhaustif entrant dans le cadre du nouveau dispositif a été réalisé en 2008.

En 2022, la commune comptait 4 858 habitants, en évolution de −3,3 % par rapport à 2016 (Rhône : +3,93 %, France hors Mayotte : +2,11 %).
| 1793  | 1800  | 1806  | 1821  | 1831  | 1836  | 1841  | 1846  | 1851  |
| ----- | ----- | ----- | ----- | ----- | ----- | ----- | ----- | ----- |
| 3 470 | 3 446 | 3 782 | 4 458 | 4 873 | 4 881 | 4 907 | 4 945 | 4 963 |

| 1856  | 1861  | 1866  | 1872  | 1876  | 1881  | 1886  | 1891  | 1896  |
| ----- | ----- | ----- | ----- | ----- | ----- | ----- | ----- | ----- |
| 4 952 | 5 311 | 6 640 | 6 444 | 6 915 | 7 118 | 7 274 | 7 113 | 6 960 |

| 1901  | 1906  | 1911  | 1921  | 1926  | 1931  | 1936  | 1946  | 1954  |
| ----- | ----- | ----- | ----- | ----- | ----- | ----- | ----- | ----- |
| 7 097 | 7 000 | 6 644 | 5 693 | 5 669 | 5 816 | 5 472 | 5 290 | 5 432 |

| 1962  | 1968  | 1975  | 1982  | 1990  | 1999  | 2006  | 2008  | 2013  |
| ----- | ----- | ----- | ----- | ----- | ----- | ----- | ----- | ----- |
| 5 389 | 5 344 | 5 340 | 5 055 | 4 839 | 4 948 | 5 055 | 5 085 | 5 032 |

| 2018  | 2022  | - | - | - | - | - | - | - |
| ----- | ----- | - | - | - | - | - | - | - |
| 4 929 | 4 858 | - | - | - | - | - | - | - |

### Enseignement
Des écoles maternelles et primaires, des collèges publics et privés assurent la scolarisation des enfants d'Amplepuis jusqu'à la fin de la classe de troisième. On trouve ainsi les écoles publiques maternelle La Marelle et élémentaire Le Petit Prince, ainsi que l'école primaire privée Saint-Charles. Les collèges Eugénie-de-Pomey, public, et Saint-Viateur, privé, complètent le tout. L'ensemble regroupe environ 1 300 élèves.

### Manifestations culturelles et festivités
L'association des commerçants et artisans d'Amplepuis (UCAA) qui fait partie de la fédération « J'aime mes boutiques » organise des petits-déjeuners durant lesquels les commerçants offrent des croissants et du café aux passants dans la rue. Elle est membre, avec Bouthy à Thizy-les-Bourgs et Procom à Cours, de la fédération « J'aime mes Boutiques ». Cette fédération a organisé en 2014 et 2015 le « Salon du chic et du bon gout », comptant une trentaine d'exposants et quatre défilés de mode, en présence de Miss Beaujolais, durant lequel les commerçants de proximité ont ainsi pu dévoiler leurs nouvelles collection au public. En 2014, la salle Chaboud à Thizy a accueilli plus de 900 visiteurs. En 2015 à la salle Bagatelle à Amplepuis, le salon a attiré plus de 1200 visiteurs.

### Santé
On trouve à Amplepuis un hôpital de 120 lits et une maison de retraite de 20 places.

### Sports
La commune est dotée de différents équipements sportifs dont une piscine d'été. Il y a des clubs de football, danse, pétanque, basket, handball, rugby et tennis de table.

### Équipements
La commune dispose d'un centre social, une maison des jeunes et de la culture (MJC), ainsi qu'une « maison du département », où sont regroupés les services relevant du conseil départemental du Rhône.

### Médias
En 2014, la commune de Amplepuis a été récompensée par le label « Ville Internet @@ » pour la cinquième année consécutive.
Elle dispose également d'une station de radio, Radio Val de Reins (RVR), créée en 1981 http://www.rvrradio.fr/

### Cadre de vie

#### Espaces verts et fleurissement
En 2014, la commune obtient le niveau « une fleur » au concours des villes et villages fleuris.

### Environnement
La commune comprend de nombreux sites naturels comme les paysages vallonnés et boisés du Val de Reins, les rives du Reins, du Ranconnet et de la Viderie. Elle compte 56 hectares de forêts, avec la forêt départementale du Thivard, les bois Saint-Jean, Fourrier, de la Fay et des Gouttes.
La commune est située à proximité du lac des Sapins.

## Économie
Aujourd'hui, la petite mécanique se développe et atteint plus de 10 % des emplois. L'industrie et l'artisanat proposent des activités diversifiées. Le bâtiment et les travaux publics ont une importance remarquée. La population agricole représente environ 6 % des actifs. La production est essentiellement laitière mais l'élevage d'ovins et de bovins est aussi très présent. Les services et les commerces représentent près de 30 % des actifs de la commune. Le rayonnement d'Amplepuis s'étend sur l'ensemble de sa zone périphérique tant sur le département du Rhône que sur celui de la Loire. Le marché hebdomadaire du mardi matin reste un lieu très fréquenté et révélateur du pôle d'attraction que constitue Amplepuis.

## Culture locale et patrimoine

### Lieux et monuments

#### Vestiges préhistoriques et antiques
- Tumulus. Enceinte du Terrail (période de la Tène).

#### Architecture civile
- Le musée Barthélemy Thimonnier : Labellisé Musée de France, il possède la première collection publique de machines à coudre en France, ainsi qu’une importante collection de cycles : du métier à coudre de Barthélemy Thimonnier de 1830 à l’ordinateur de couture des années 2000, du vélocipède à la roue pleine du vélo… Le musée accueille également un lieu consacré aux activités du groupe de recherches archéologiques et historiques qui présente l’histoire d’Amplepuis de la préhistoire à l’époque moderne. Le musée organise également des expositions temporaires et de nombreuses animations (Nuit des Musées, Journées Européennes du Patrimoine, conférences...) en lien avec ses collections et le patrimoine local.
- Le quartier Déchelette d'Amplepuis est situé à la sortie de la commune en direction de Roanne. Il est baptisé du nom du fondateur d'une usine de tissage mécanique en 1872. Les ouvriers et ouvrières de toute la région y convergeaient, attirés par une activité textile alors prolifique en emplois. Pour les fixer, Eugène Déchelette, adepte des théories paternalistes du catholicisme social d'Albert de Mun, fit construire de longs bâtiments de logements, puis une chapelle et une école mixte (libre). Cet ensemble était regroupé autour de l'usine et de la maison de maître. Une coopérative y vit aussi le jour, et de ce fait, le quartier Déchelette ne manquait plus que d'une mairie et d'un cimetière pour en faire un village à part entière. En 1920 l'ensemble industriel faisait vivre 570 métiers. On tissa d'abord la cotonnade classique, puis la toile Vichy, puis le zéphir, la moirette, la toile de soie tramée, etc. L'usine fut d'abord mue par la force hydraulique, puis vint la vapeur et enfin l'électricité.
- Le château de Rochefort, datant des XIVe et XVIIe siècles, est la résidence de la famille de La Brosse. Il comprend le pavillon d'entrée (inscrit aux monuments historiques), quatre tours quadrangulaires, un portail Louis XIII à mâchicoulis, des douves et une allée de frênes.
- Le château de la Goutte présente une tour du XIIIe siècle dite de l'« An mil ».
- Le château du Crêt, datant de 1894 et de style néo-gothique, est le chef-d'œuvre de l'architecte Charles Roux-Meulien.
- L'ancien château de Montchervet est aujourd'hui une ferme, mais a conservé ses tours.
- La maison de Barthélemy Thimonnier sur la façade de laquelle est fixée une plaque commémorative.
- Le moulin à huile de Rébé est situé sur le cours du Reins.
- Le pont Mondet des XIIIe et XIVe siècles possède trois arches en plein cintre et est surmonté d'une croix de mission sur socle au centre.

#### Architecture sacrée

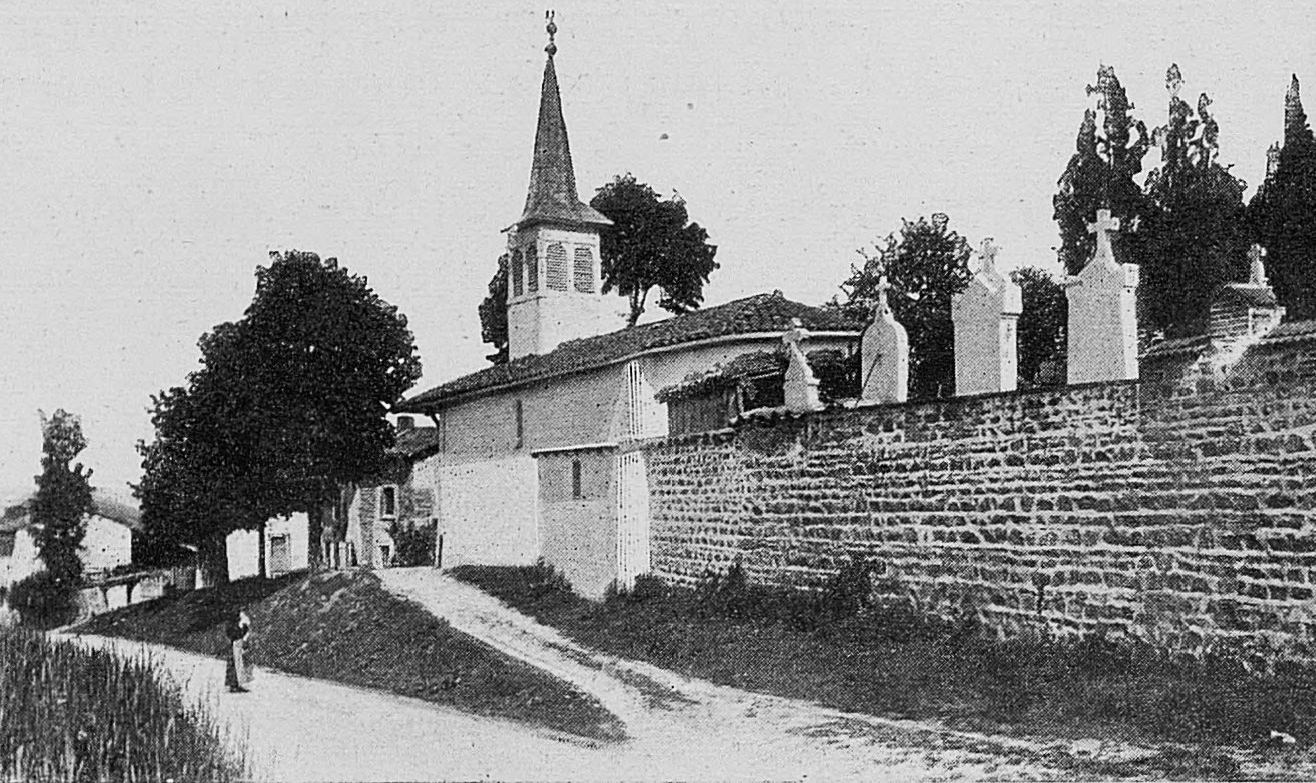
La chapelle de Saint-Roch au début du XXe siècle.

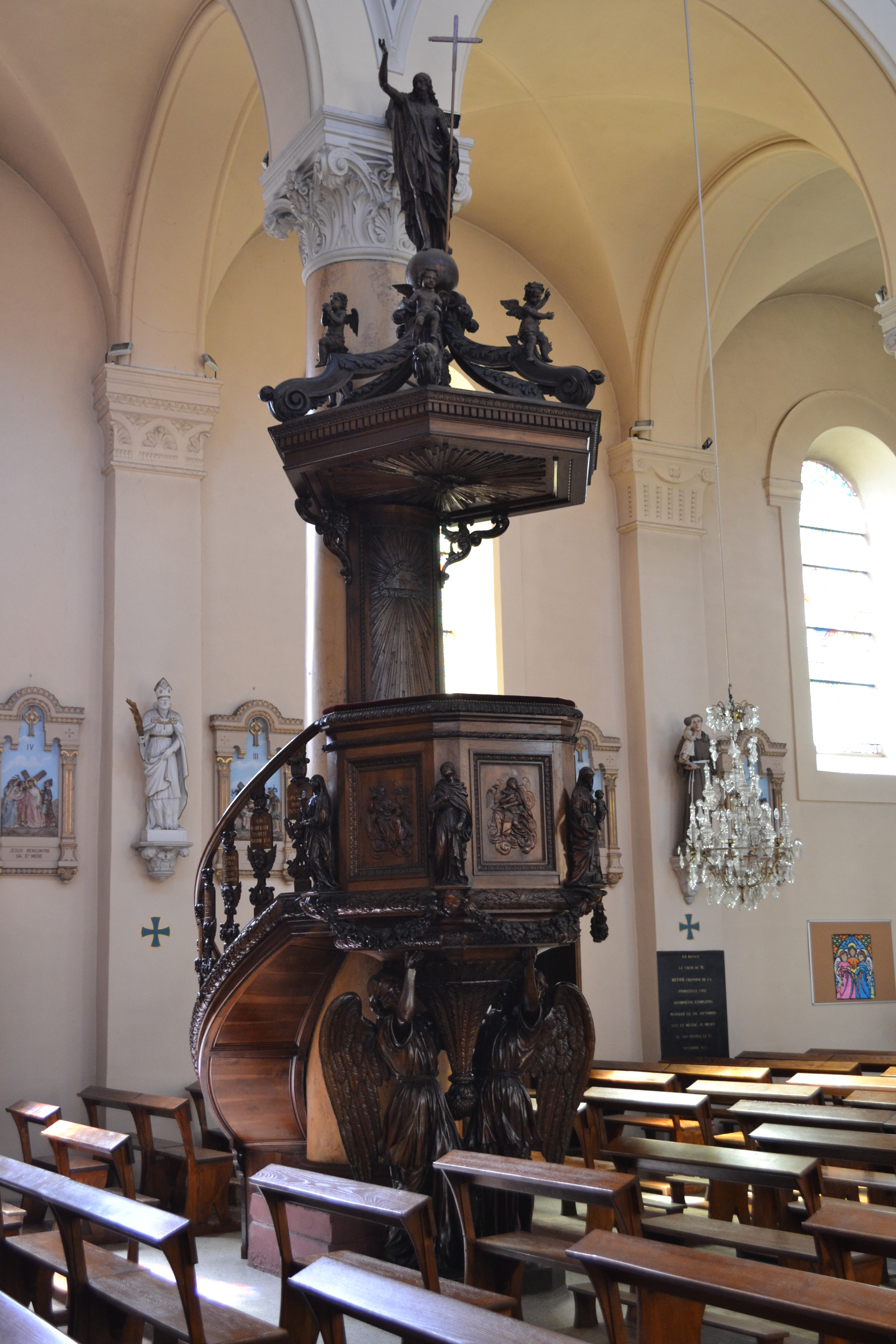
La chaire à prêcher.

- L'église paroissiale Saint-Pothin datant de 1825 de style gréco-romain, est bâtie sur les vestiges de l'église du XIe siècle. Elle possède une chaire de 1845 en bois sculpté, des boiseries datées de 1825, ainsi que des orgues de Merklin.
- L'ancienne chapelle de style classique, située place de l'Hôtel-de-Ville, abrite un musée.
- La chapelle Saint-Fortunat, à auvent et clocher en bois, date de 1601.
- La chapelle Notre-Dame-de-Grâces, située près du cimetière, abrite un ex-voto daté de 1871.
- L'église au hameau de Saint-Claude-Huissel.

### Personnalités liées à la commune
- Claude de Rébé (Amplepuis, 1587 - Narbonne, 1659), archevêque de Narbonne.
- Barthélemy Thimonnier (L'Arbresle, 1793 - Amplepuis, 1857), inventeur de la machine à coudre.
- Jean-Baptiste Lemire (Colmar, 1867 - La Flèche, 1945), chef d'orchestre et compositeur (entre autres de la marche L'Amplepuisien).
- Jean-Baptiste Vietty (Amplepuis, 1787 – Tarare, 1842), sculpteur, helléniste, archéologue (membre de l’Expédition de Morée).
- Albert Gelin (Amplepuis, 1902 - ?, 1960), bibliste et théologien catholique.
- Corentin Tolisso, footballeur international et champion du monde en 2018.
- Suzie Bournet (1894-1953), poétesse française y est née.